# 高木勇樹
高木 勇樹（たかぎ ゆうき、1943年 - ）は、日本の農水官僚。元農林水産事務次官。群馬県出身。

## 人物
都立小石川高等学校、東京大学法学部（法学）卒業。1966年 農林省に入省する（林野庁林政部林政課）。課長補佐を経て、1981年 農林水産大臣秘書官事務取扱。1983年 砂糖類課長となる。食糧庁や林野庁の課長を経て、1992年 食糧庁管理部長。畜産局長、大臣官房長、食糧庁長官を歴任し、1998年 事務次官となる。異例の2年半在任し、2001年辞職する。

## 略歴
- 1966年4月：農林省入省
- 1973年10月：畜産局畜政課課長補佐（企画班担当）[4]
- 1974年2月：畜産局流通飼料課課長補佐（総括及び総務班担当）
- 1976年9月：栃木県農政部農政課長
- 1979年4月：林野庁林政部林政課課長補佐（総務班担当）
- 1979年5月：林野庁林政部林政課課長補佐（総括）
- 1981年11月：大臣官房秘書課監査官兼農林水産大臣秘書官事務取扱
- 1983年1月：食品流通局砂糖類課長
- 1984年11月：水産庁漁政部水産流通課長
- 1986年1月：林野庁管理部職員課長
- 1988年1月：食糧庁管理部主計課長
- 1988年8月：食糧庁管理部企画課長
- 1990年8月：林野庁林政部林政課長
- 1991年：大臣官房企画室長
- 1992年：食糧庁管理部長[5]
- 1994年：畜産局長
- 1995年7月：大臣官房長
- 1997年1月：食糧庁長官
- 1998年7月：農林水産事務次官
- 2001年1月：辞職
- 2002年：農林中金総合研究所理事長
- 2003年：農林漁業金融公庫総裁[6]
- 2012年：日本プロ農業総合支援機構理事長。